# (495) Eulalia
(495) Eulalia ist ein Asteroid des Hauptgürtels, der am 25. Oktober 1902 vom deutschen Astronomen Max Wolf in Heidelberg entdeckt wurde.
Der Asteroid ist nach der Großmutter der Gattin des Entdeckers benannt.